# Stora Gunnersgölen
Stora Gunnersgölen är en sjö i Karlskrona kommun i Blekinge och ingår i Lyckebyåns huvudavrinningsområde.